# Vasectomia
Pour plus de détails, voir Fiche technique et Distribution.
VASECTOMIA est un film suisse réalisé par Marc Décosterd, sorti en Suisse en 2021. 
Le film a été récompensé comme meilleur film indépendant par les Chicago Indie Film Awards, et comme meilleur film par les IndieEye Film Awards, Californie. Il a également été demi-finaliste au Festival international du film de Rhode Island, qui se déroule dans l'État de Rhode Island, aux  États-Unis.

## Synopsis
Enfants, Alexandre et Samuel ont subi les abus de leur professeur d’éducation physique. 
À l’âge adulte, si Alexandre travaille comme intendant pour un pasteur, Samuel se débat entre le chômage et une vie de couple difficile.
Borderline, Alexandre enregistre illégalement les confidences des paroissiens au pasteur et les retranscrit dans un carnet où il les note selon la gravité des comportements qu'il découvre.
Alors que Samuel est le seul survivant d’un attentat djihadiste, Alexandre profite de la fragilité de son ami pour l’emmener dans un road trip punitif visant à châtier les paroissiens aux comportements qu’il juge déviants. 
Les deux amis, accompagnés de Sarah - jeune paroissienne impressionnée par le panache d’Alexandre - sombrent petit à petit dans un délire extrémiste qui les mènera à affronter leurs blessures d'enfance.

## Fiche technique
- Titre original : VASECTOMIA
- Titre anglais : VASECTOMIA
- Réalisation : Marc Décosterd
- Scénario : Marc Décosterd
- Photographie : Bernard Gueré

- Assistante de production : Sandrine Buttin
- Montage : Marc Décosterd
- Musique originale : Marc Décosterd et Jérôme Giller
- Société de production : Wake Up! Films

- Pays d'origine :   Suisse
- Langue : Français
- Genre : Drame, Film noir
- Durée : 142 minutes (2 h 22)
- Dates de sortie :
  -  Suisse : 20 mars 2021
  -  Suisse (VOD) : 1er janvier 2022[2]

## Distribution
- Renaud Berger : Alexandre
- Marc Décosterd : Samuel
- Elo Cinquanta : Sarah
- Marco Calamandrei : Le pasteur

- Caroline Althaus : Jude
- Olivier Guibert : Jean-Pierre Liemann
- Giusi Sillitti : Danielle Liemann
- Katy Hernan : Madame Henriot
- Frank Semelet : Monsieur Henriot
- Yannick Merlin : Le chef nazi
- Jérôme Giller : Le chanteur nazi
- Marie Ruchat : La fille du bar
- Pierric Tenthorey : Spicy
- Ariane Karcher : Madame Domenico
- Gregory Lukac : Le fan de foot
- Jean Winiger : Le médecin
- Jacques Tappolet : Le patron

- Yanick Cohades : Le toxicomane
- François Florey : Jean-François
- Sandrine Buttin : La barmaid
- Stéphane Rentznik : Patrick
- Dan Yack : Le terroriste

- Yannick Rosset : La voix du journaliste
- Sonja Décosterd : La dame aux fleurs
- Timothée Althaus-Berger : Samuel enfant
- Noé Pache : Alexandre enfant
- Mathis Pache : Anton Henriot

## Genèse
Le film est né de l’expérience du scénariste et réalisateur Marc Décosterd lors de sa présence à Paris durant les attentats du 13 novembre 2015.

## Réception

### Accueil critique
- « Vasectomia, un film pour bousculer, interroger, malmener aussi le spectateur. » (Émission Brazil, sur RTS Couleur 3 mars 2021[4])
- « Vasectomia, qui convoque autant la poésie que le réalisme et le fantastique sans jamais céder au gore facile, demeure une très belle réussite. » (Émission Brazil, sur RTS Couleur 3 mars 2021[4])
- « L’absurdité et l’humour forcément noir apportent une touche de légèreté bienvenue à l’ambiance ténébreuse dans laquelle est plongé le spectateur.» (Journal 24 Heures, mars 2021[5])
- « Un film suisse sombre, mélancolique et pourtant poétique comme la création d’un tableau de Delacroix... » (Magazine Daily Movies, juillet 2021[6])
- « Un film crépusculaire à ne pas mettre devant toutes les rétines, mais qui appuie et questionne là où ça fait mal » (Le Nouvelliste, octobre 2021[7])

## À noter
- Le film a été tourné en été 2019.
- En raison de la pandémie de Covid-19, l’avant-première en Suisse romande, d’abord prévue en salle à Nyon, a eu lieu en mars 2021, sur la chaîne NRTV.